# Himmel och jord må brinna
Himmel och jord må brinna är en historisk dokumentärroman av Ola Larsmo, utgiven 1993.

## Handling
I fokus är händelserna i Västervik 1917. Det är hungerstider och krigshot. Från Ryssland lyser revolutionen. Svenska arbetare är i rörelse och det talas om revolution. Arbetarna i Västervik tar täten, storstrejk och värdighet. Arbetare kräver kontroll över livsmedelsdistributionen. Den svenska revolutionen glöder i östra Småland. Många väntar på en brand. Men hur gör man revolution? Hur tar man makt över sitt liv? Alltså på riktigt. Vänta eller storma? Vad ska vi göra? Vad händer härnäst? Boken berättar om handling och passivitet. Syndikalisterna är framträdande, tvingas representera, men representerar. Man väntar på övriga Sverige, övriga Sverige väntar. Glöden blir inte till en brand. Rösträtt, välfärd och rationaliseringar följer.
Boken har tre huvudpersoner, alla knogandes inom tändsticksindustrin men med olika bakgrund. Karl är grovarbetare, jobbar med virket som anländer till fabriken. Märta har flytt från pigjobbet och hamnat på tändsticksfabriken, där jobbar hon vid sidan av pojken Georg. Boken hoppar mellan ögonblick och skeenden. Misär, makt och människors liv. Ibland byter boken vinkel och tid. En ögonblicksbild från styrelserummet, ingenjörens tankar, Motalas mekaniska 30 år tidigare, Lenins resa genom Sverige tillbaka till Ryssland, scener från den nedlagda fabriken under senare delen av 1900-talet. Bilden av människor och kapital. Kapitalet växer, koncentreras. Det lever på människor.